# Ricardo Chamorro Delmo
Pour les articles homonymes, voir Chamorro (homonymie).
Ricardo Chamorro Delmo, né le 1er janvier 1977, est un homme politique espagnol membre de Vox.

## Biographie
Ricardo Chamorro Delmo a été membres des organisations néofascistes Falange Española Independiente et España 2000.
Il est avocat de profession.
Lors des élections générales anticipées du 28 avril 2019, il est élu député au Congrès des députés pour la XIIIe législature  dans la circonscription de Ciudad Real. Il est réélu lors des élections générales anticipées du 10 novembre 2019 pour la XIVe législature.